# Muchajjam al-Fara
Muchajjam al-Fara (arab. مخيم الفارعة) – obóz dla uchodźców palestyńskich w Autonomii Palestyńskiej (północny Zachodni Brzeg, Tubas). Według danych Palestyńskiego Centralnego Biura Statystycznego w 2016 roku liczyło 7598 mieszkańców.